# Zorak, Ararat
Zorak là một đô thị thuộc tỉnh Ararat, Armenia. Dân số ước tính năm 2011 là 1930 người. Đô thị này thuộc vùng đô thị Yerevan.